# Fàbrica (Vallbona d'Anoia)
La Fàbrica és una obra modernista de Vallbona d'Anoia (Anoia) inclosa a l'Inventari del Patrimoni Arquitectònic de Catalunya.

## Descripció
Típica construcció industrial del modernisme de la segona època on l'element més emprat és el totxo vermell que, a la vegada que serveix de material de construcció, agafa unes estructures que es converteixen en motius decoratius força interessants. Destaca la gran quantitat de finestres a ambdues plantes i l'acabament de les dues façanes laterals que incorporen un frontó trencat configurat per línies ondulades que donen més mobilitat.
Fabrica de teixits de cotó era de al Marçal (Salvador Marçal País) i després, "Filatures Bultrega";després, Vda. Toldrà i, finalment, Venancia Oller, fàbrica de